# Crocigrapha normani
Crocigrapha normani är en fjärilsart som beskrevs av Augustus Radcliffe Grote 1874. Crocigrapha normani ingår i släktet Crocigrapha och familjen nattflyn. Inga underarter finns listade i Catalogue of Life.